# Bulligny
Bulligny is een gemeente in het Franse departement Meurthe-et-Moselle (regio Grand Est) en telde op 1 januari 2022 534 inwoners.
De gemeente maakt deel uit van het arrondissement Toul en sinds 22 maart 2015 van het op die dag opgerichte kanton Meine au Saintois. Daarvoor hoorde het bij het kanton Toul-Sud, dat toen opgeheven werd.

## Geografie
De oppervlakte van Bulligny bedroeg op 1 januari 2022 10,49 vierkante kilometer; de bevolkingsdichtheid was toen 50,9 inwoners per km².

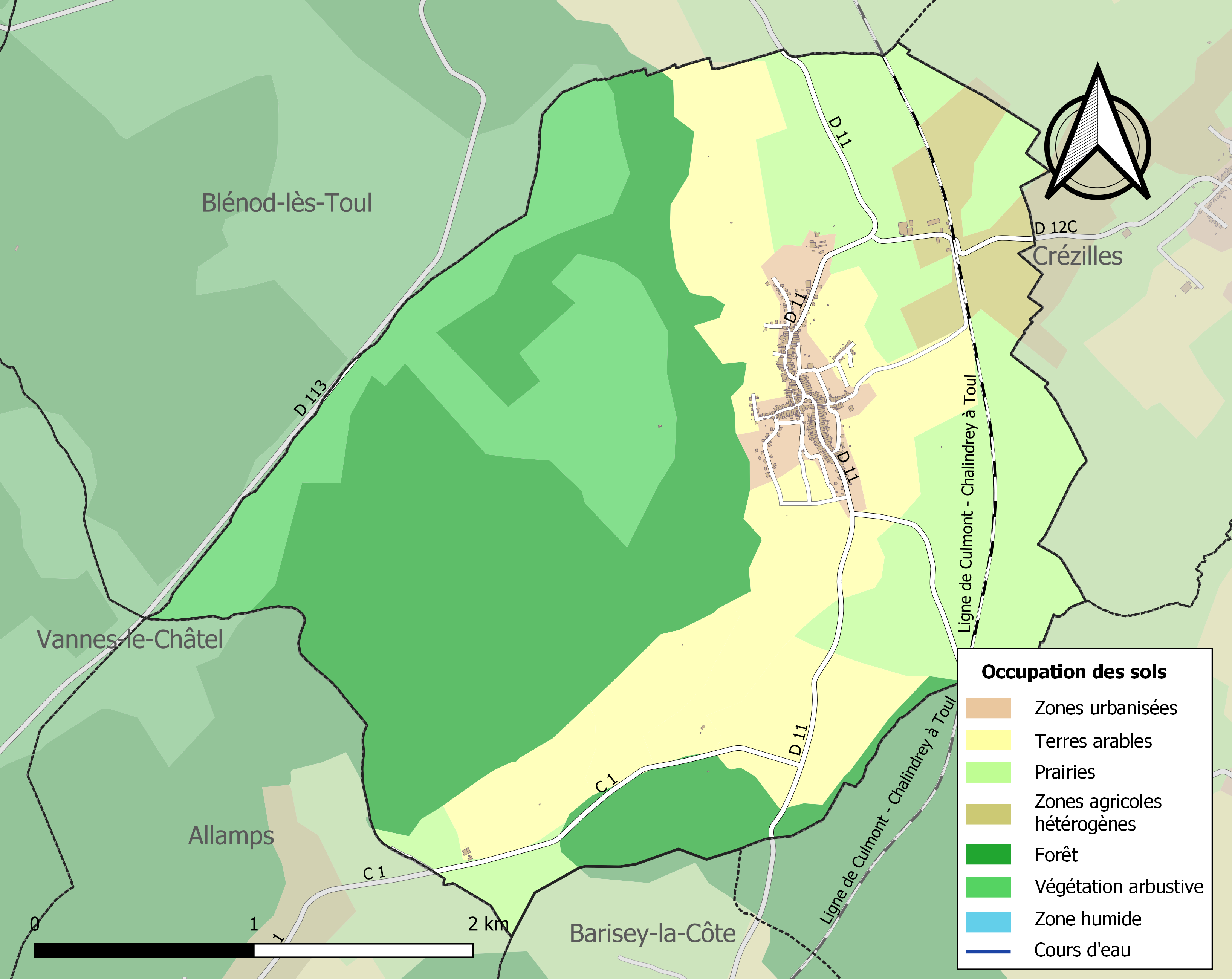
Kaart van de gemeente met de belangrijkste infrastructuur, bodemgebruik en omliggende gemeenten

## Demografie
Onderstaande figuur toont het verloop van het inwonertal (bron: INSEE-tellingen).